# 布希福克鎮區 (北卡羅萊納州珀森縣)
布希福克鎮區（英語：Bushy Fork Township）是位於美國北卡羅萊納州珀森縣的一個鎮區。

## 地方資料
布希福克鎮區的面積為120.43平方千米，皆為陸地。根據2020年美國人口普查的數據，當地共有人口1790人，而人口密度為每平方千米14.86人。